# Prawat Wahoram
Prawat Wahoram (24 de marzo de 1981) es un deportista tailandés que compite en atletismo adaptado. Ganó dieciséis medallas en los Juegos Paralímpicos de Verano entre los años 2000 y 2020.

## Palmarés internacional
| Juegos Paralímpicos | Juegos Paralímpicos     | Juegos Paralímpicos | Juegos Paralímpicos |
| Año                 | Lugar                   | Medalla             | Prueba              |
| ------------------- | ----------------------- | ------------------- | ------------------- |
| 2000                | Sídney (Australia)      | Medalla de oro      | 5000 m T54          |
| 2000                | Sídney (Australia)      | Medalla de oro      | 10 000 m T54        |
| 2004                | Atenas (Grecia)         | Medalla de oro      | 4 × 100 m T53-54    |
| 2004                | Atenas (Grecia)         | Medalla de oro      | 4 × 400 m T53-54    |
| 2004                | Atenas (Grecia)         | Medalla de plata    | 10 000 m T54        |
| 2008                | Pekín (China)           | Medalla de oro      | 5000 m T54          |
| 2008                | Pekín (China)           | Medalla de plata    | 1500 m T54          |
| 2008                | Pekín (China)           | Medalla de plata    | 4 × 100 m T53/54    |
| 2008                | Pekín (China)           | Medalla de plata    | 4 × 400 m T53/54    |
| 2008                | Pekín (China)           | Medalla de bronce   | 800 m T54           |
| 2012                | Londres (Reino Unido)   | Medalla de plata    | 1500 m T54          |
| 2012                | Londres (Reino Unido)   | Medalla de plata    | 4 × 400 m T53/54    |
| 2016                | Río de Janeiro (Brasil) | Medalla de oro      | 1500 m T54          |
| 2016                | Río de Janeiro (Brasil) | Medalla de oro      | 5000 m T54          |
| 2016                | Río de Janeiro (Brasil) | Medalla de plata    | 4 × 400 m T53/54    |
| 2020                | Tokio (Japón)           | Medalla de plata    | 1500 m T54          |